# 효정초등학교
효정초등학교는 대한민국 경기도 수원시 권선구에 있는 공립 초등학교이다.

## 연혁
- 1996년 5월 6일 : 개교